# Port Vell
Le Port Vell, toponyme catalan signifiant en français « vieux port », est le port historique de Barcelone. Il sépare le quartier gothique de La Barceloneta. On y accède soit par La Rambla, soit par la Via Laietana.

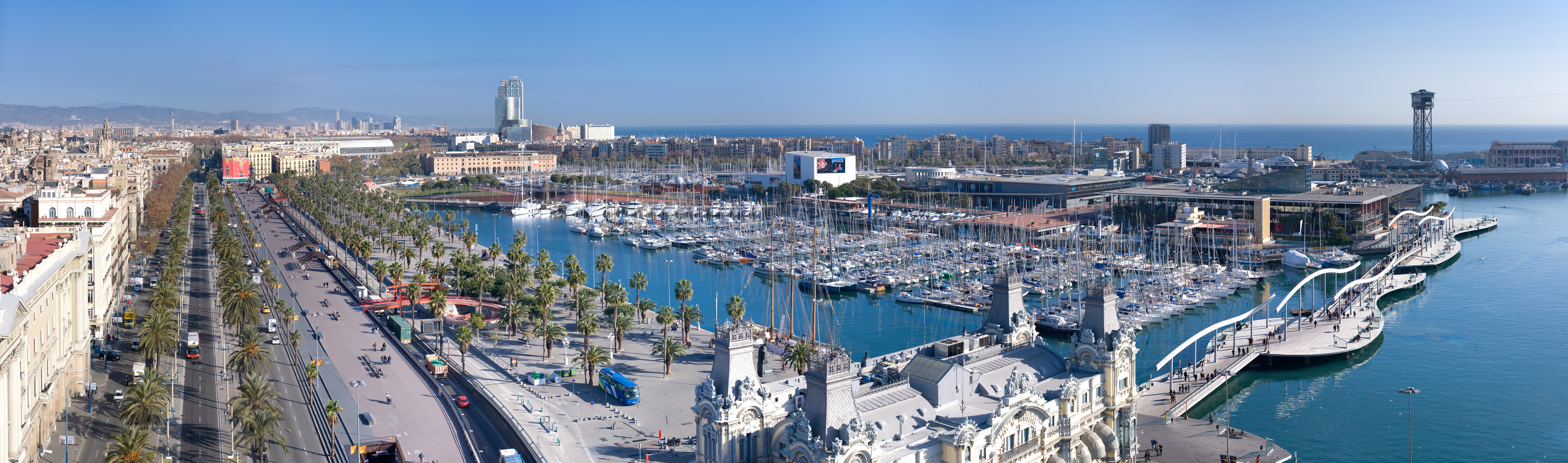
Vue panoramique du Port Vell depuis la colonne Christophe Colomb avec la capitainerie au premier plan.